# Walleniusova necentralna hipergeometrična porazdelitev
Walleniusova necentralna hipergeometrična porazdelitev   je posplošitev hipergeometrične porazdelitve. V Walleniusovi necentralni hipergeometrični porazdelitvi ne obravnavamo elementov, ki so enaki, kot v hipergeometrični porazdelitvi, ampak se med seboj razlikujejo še v neki drugi lastnosti (npr. teži). Porazdelitev se imenuje po Tedu Walleniusu

Porazdelitev spada med diskretne verjetnostne porazdelitve.

Razen Walleniusove necentralne hipergeometrične porazdelitve poznamo še Fisherjevo necentralno hipergeometrično porazdelitev, obe pa spadata med necentralne hipergeometrične porazdelitve. 

## Primer
Najlažje si predstavljamo Walleniusovo necentralno hipergeometrično porazdelitev, če uporabimo model žare. Predpostavimo, da je v žari m1 rdečih in m2 belih kroglic. Skupaj jih je torej N =  m1 + m2. Vsaka rdeča kroglica ima težo ω1, bela pa ω2. Razmerje med težama ω je ω1/ ω2. Iz žare potegnemo zaporedoma n kroglic tako, da je verjetnost, da izvlečemo določeno kroglico enaka njenemu deležu v skupni teži vseh kroglic, ki so v žari v času izvlečenja. Kroglic ne vračamo. Med kroglicami deluje neka vrsta konkurence. Verjetnost, da je kroglica izvlečena, je nižja, ko so ostale kroglice v žari težje. Takšno vrsto poskusov imenujemo pristranski poskusi, ker nimajo vsi elementi enake vloge.Verjetnost za vsako izvlečenje kroglice (razen prvo) je odvisno od tega, katere kroglice so bile izvlečene prej. To pomeni, da kroglice vlečemo eno za drugo. Pri Fisherjevi necentralni hipergeometrični porazdelitvi pa lahko potegnemo vse kroglice naenkrat, ker ni odvisnosti med posameznimi izvleki.
Kadar imajo vse kroglice isto težo, dobimo običajno hipergeometrično porazdelitev.
Vedno obstoja več kot samo ena necentralna hipergeometrična porazdelitev. 

## Univariantna porazdelitev
Porazdelitev je univariantna, če imajo v žari kroglice samo dve barvi. 

## Lastnosti

### Funkcija verjetnosti
Funkcija verjetnosti je enaka {\displaystyle {\binom {m_{1}}{x_{1}}}{\binom {m_{2}}{x_{2}}}\int _{0}^{1}(1-t^{\omega /D})^{x_{1}}(1-t^{1/D})^{x_{2}}\operatorname {d} t} 
kjer je {\displaystyle D=\omega (m_{1}-x_{1})+(m_{2}-x_{2})}.

### Pričakovana vrednost
Približek za pričakovano vrednost se dobi z rešitvijo {\displaystyle \mu } za 
 {\displaystyle {\frac {\mu }{m_{1}}}+\left(1-{\frac {n-\mu }{m_{2}}}\right)^{\omega }=1}.

### Modus
Modus je enak {\displaystyle 1\,}.

### Varianca
Varianca je enaka {\displaystyle \approx {\frac {Nab}{(N-1)(m_{1}b+m_{2}a)}}\,},   kjer je
{\displaystyle a=\mu (m_{1}-\mu ),\;b=(n-\mu )(\mu +m_{2}-n)}.

## Multivariantna porazdelitev
Porazdelitev je multivariantna, če imamo v žari kroglice več kot dveh različnih barv (vsaka pa ima samo po eno barvo).

## Lastnosti

### Funkcija verjetnosti
Funkcija verjetnosti je enaka 
{\displaystyle \left(\prod _{i=1}^{c}{\binom {m_{i}}{x_{i}}}\right)\int _{0}^{1}\prod _{i=1}^{c}(1-t^{\omega _{i}/D})^{x_{i}}\operatorname {d} t\,,}
kjer je {\displaystyle D={\boldsymbol {\omega }}\cdot (\mathbf {m} -\mathbf {x} )=\sum _{i=1}^{c}\omega _{i}(m_{i}-x_{i})}

### Pričakovana vrednost
Približek pričakovane vrednosti se dobi z rešitvami :{\displaystyle \mu _{1},\ldots ,\mu _{c}} iz 
{\displaystyle \left(1-{\frac {\mu _{1}}{m_{1}}}\right)^{1/\omega _{1}}=\left(1-{\frac {\mu _{2}}{m_{2}}}\right)^{1/\omega _{2}}=}
{\displaystyle =\ldots =\left(1-{\frac {\mu _{c}}{m_{c}}}\right)^{1/\omega _{c}}}
{\displaystyle \wedge \,\sum _{i=1}^{c}\mu _{i}=n\,\wedge \,\forall \,i\in [0,c]\,:\,0\leq \mu _{i}\leq m_{i}\,.}.